# عمر بارو
عمر بارو (بالفرنسية: Oumar Barro)‏ ، من مواليد 3 يونيو 1974 ، لاعب كرة قدم من بوركينا فاسو.
و قد لعب مع منتخب بوركينا فاسو لكرة القدم.

## روابط خارجية
- عمر بارو على موقع الاتحاد الدولي (مؤرشف)  (الإنجليزية)
- عمر بارو على موقع قاعدة بيانات كرة القدم.إي يو (الإنجليزية)
- عمر بارو على موقع ناشيونال فوتبول تيمز (الإنجليزية)
- عمر بارو على موقع كووورة